# M142 HIMARS
M142 HIMARS (anglicky High Mobility Artillery Rocket System, Vysoce mobilní systém raketového dělostřelectva) je americký lehký salvový raketomet vyvinutý v 90. letech pro U.S. Army umístěný na podvozku vozidla M1140 z rodiny nákladních transportních vojenských strojů FMTV.
První bojové nasazení zaznamenal HIMARS během války v Afghánistánu, nasazen byl také v Iráku a Sýrii během války s Islámským státem a od roku 2022 se ve výzbroji ukrajinských sil účastní i obrany během ruské invaze na Ukrajinu. Systém HIMARS je zařazen do výzbroje armád sedmi zemí světa, přičemž řada dalších zemí ho má objednaný nebo nákup připravuje.

## Vývoj

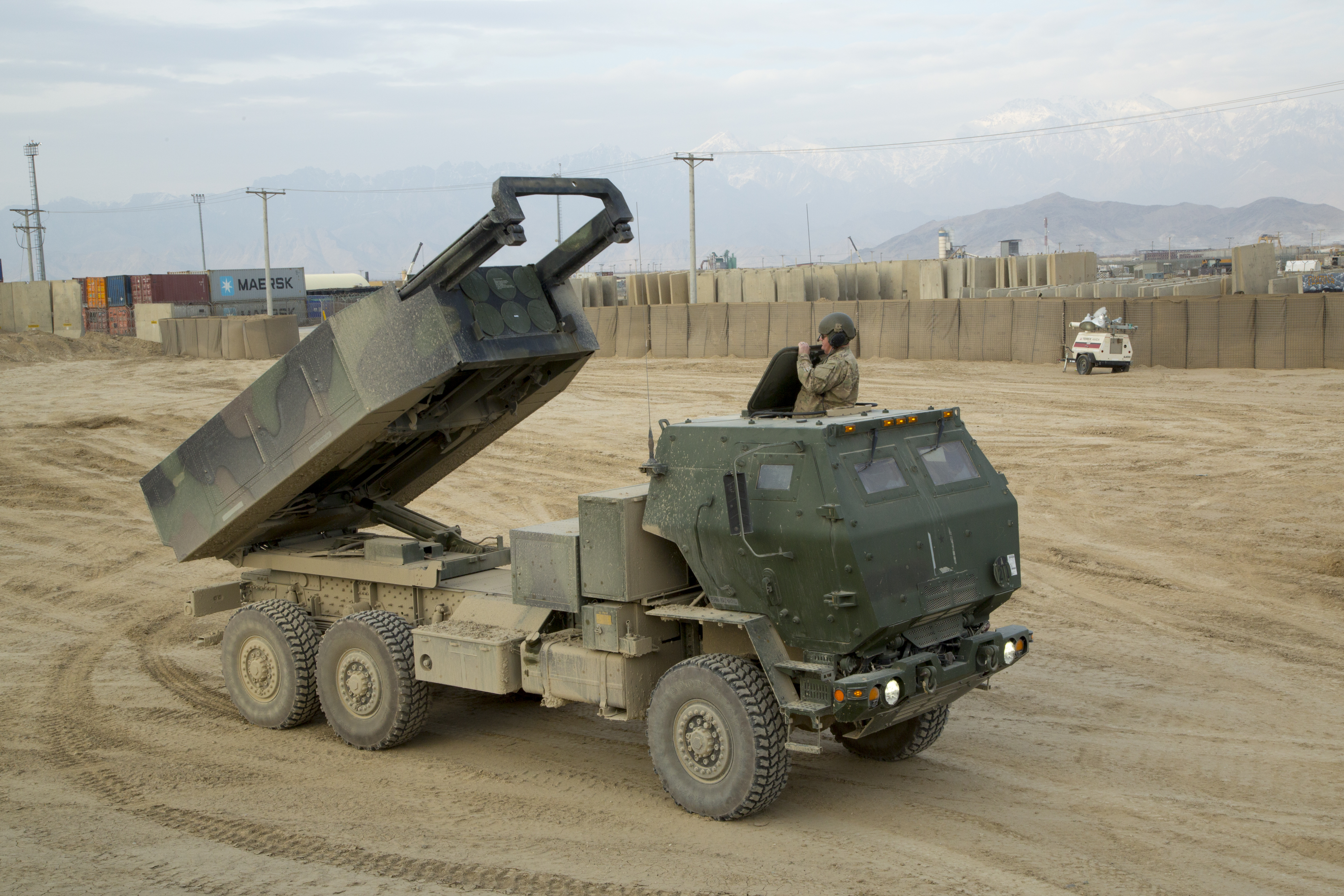
Vozidlo systému M142 HIMARS na základně Bagrám v Aghánistánu, 2014

Poprvé se v americké armádě začalo uvažovat o pořízení lehkého salvového raketometu počátkem 80. let, tehdy však ještě iniciativa nezískala podporu, neboť doktrinálně byly upřednostňovány těžké systémy. Situace se však změnila po konci studené války, kdy se čím dál tím víc jevily potřebné systémy pro operace menší intenzity, zato vysoce mobilní a letecky přepravitelné. Hlavním impulzem pro zahájení vývoje se nicméně trochu paradoxně stala válka v Zálivu, která přitom byla v podstatě klasický konflikt vysoké intenzity. Ukázalo se však, že těžké raketomety M270 je velmi nákladné a z kapacitních důvodů i problematické přepravovat letecky, což se naplno projevilo, když se nepovedlo tyto raketomety do Iráku dodat spolu s úvodní vlnou koaličních vojsk.

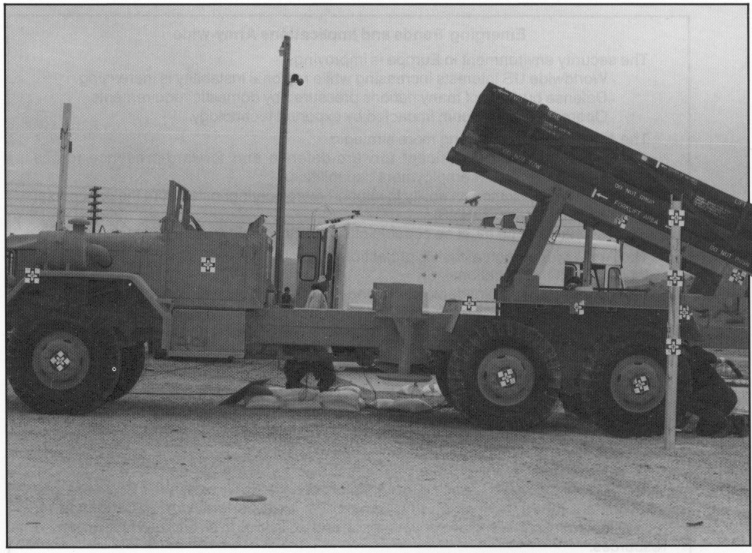
Koncept HIMARS na White Sands Missile Range, duben 1991

Hned v roce 1991 tak proběhly prvotní testy konceptu HIMARS na raketové střelnici White Sands Missile Range. Pro tento test bylo použito upravené odpalovací zařízení systému MGR-1 Honest John, které jinak sloužilo k odpalování volitelně jaderných taktických raket. Následující vývoj ale probíhal jako soukromá iniciativa společnosti Loral Vough Systems (později součást Lockheed Martin) a k zadání prvního kontraktu na výrobu čtyř prototypů došlo ze strany velení amerických raketových vojsk až v roce 1996. Systémy byly dodány v dubnu 1998 a po necelých dvou letech vojskových zkoušek u 27. polního dělostřeleckého pluku U.S. Army získal Lockheed Martin v prosinci 1999 další zakázku na pokračování vývoje a výrobu dalších šesti prototypů, které byly doručeny v roce 2001. V roce 2003 pak U.S. Army zadala výrobci zakázku na zahájení nízkoobjemové sériové produkce.

## Design
HIMARS vychází ze salvového raketometu M270, s nímž sdílí většinu charakteristik. Hlavním rozdílem je použití kolového podvozku místo pásového použitého u M270 MLRS. Podvozek vychází z nákladního vozu M1140 z rodiny vojenských strojů FMTV (Family of Medium Tactical vehicles) s pancéřovou kabinou s neprůstřelnými skly.

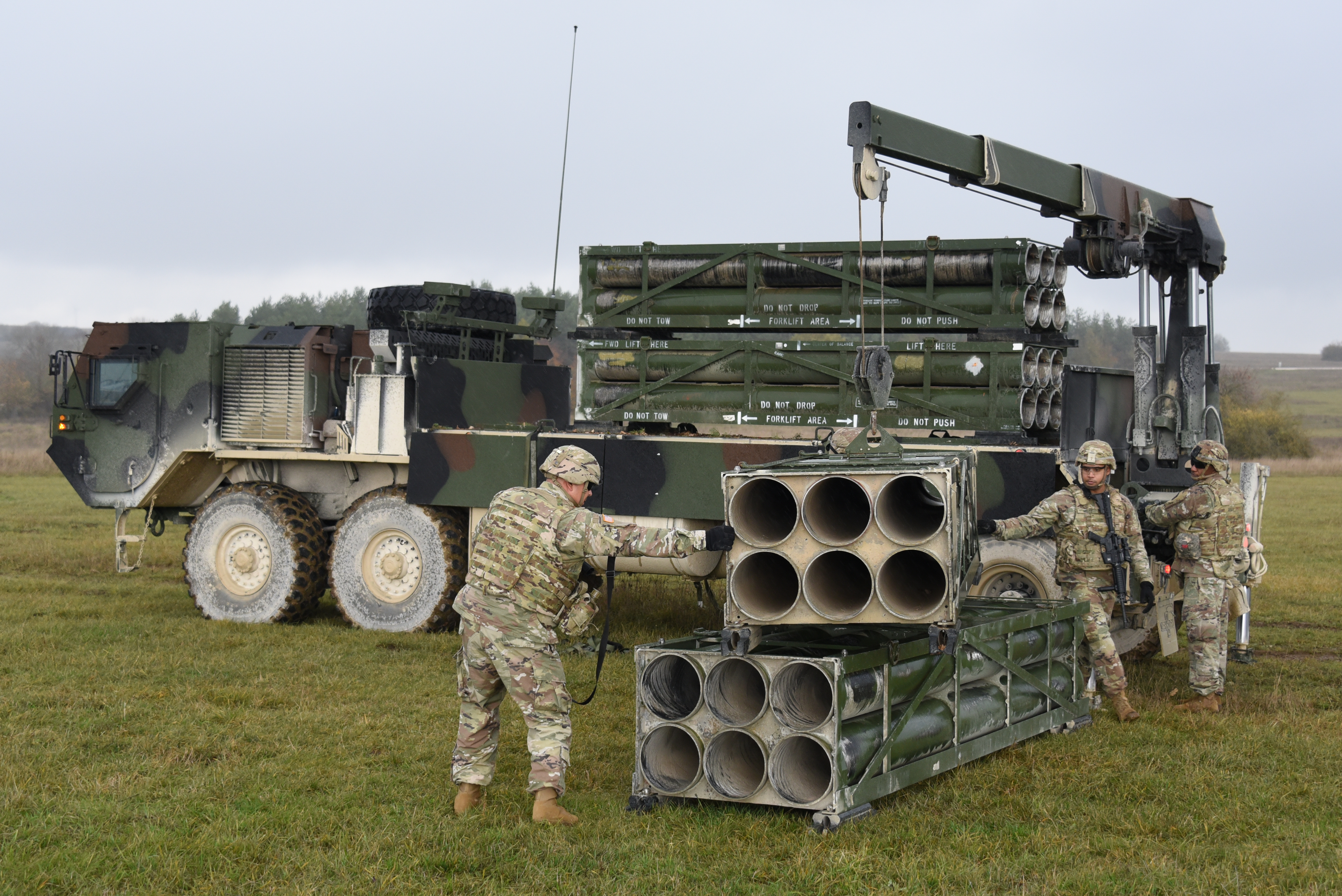
Výměna raketových kontejnerů pro HIMARS/M270 s využitím muničního vozidla HEMTT

HIMARS používá stejné raketové kontejnery jako M270, jeho odpalovací zařízení však pojme jen jeden, zatímco M270 pojme kontejnery dva. Vozidlo je vybaveno jeřábovým mechanismem pro svépomocnou výměnu prázdných raketových kontejnerů za nové. Výměna je možná během pěti minut. Systémy HIMARS v americké armádě podporují těžká muniční vozidla HEMTT, která každé vezou až čtyři raketové kontejnery k okamžité výměně.
Vozidlo váží 16 250 kg, díky čemuž je ve srovnání s M270 mnohem mobilnější a lze ho přepravit i letouny C-130 Hercules, zatímco M270 musí být v americké službě transportován stroji C-5 Galaxy či C-17 Globemaster.

## Munice
Vozidlo využívá systém standardizovaných výměnných raketových kontejnerů, což umožňuje operativně měnit druhy munice a snadno integrovat případné nově vyvinuté druhy pouze s minimálními (především softwarovými) úpravami systému. Existují tyto druhy munice:

### MLRS
MLRS je označení pro základní neřízené 227mm rakety, kterých jeden kontejner pojme 6 ks. Šlo o původní munici pro M270 vyvinutou v 80. letech a až do roku 2005 tyto rakety představovaly spolu s ATACMS jedinou munici pro tyto raketomety. Výroba byla ukončena v roce 2001, přičemž vyrobeno bylo celkem kolem půl milionu raket rodiny M26. V roce 2009 započalo jejich vyřazování z arzenálu U.S. Army, a to pro nesplnění podmínky nastavené pro kazetovou munici Georgem W. Bushem, dle níž nesmí zůstat nevybuchlé více než 1 % vystřelené submunice. Poslední operační nasazení ze strany USA proběhlo v roce 2003 během operace Irácká svoboda.
Existují tyto varianty raket M26:

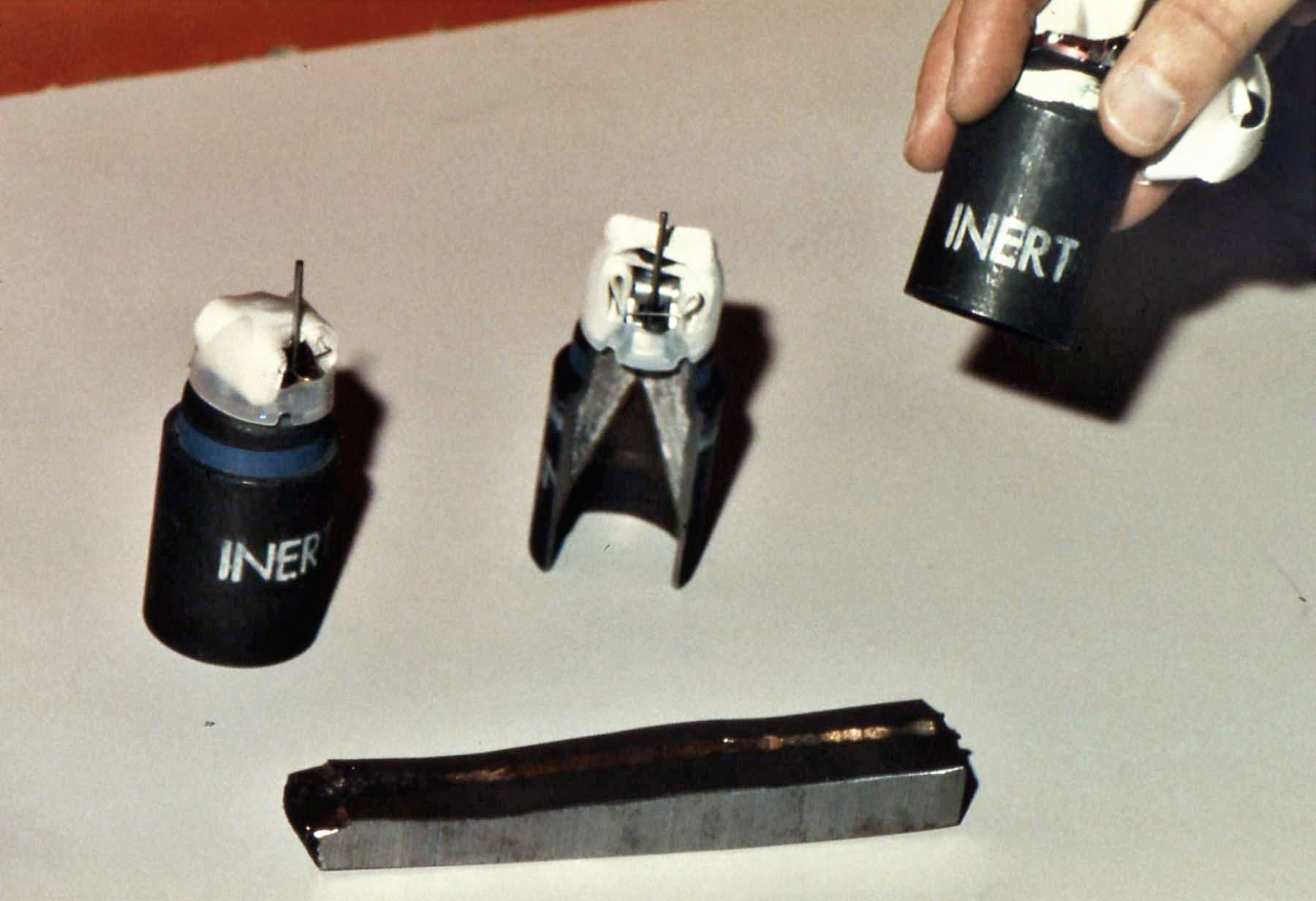
Submunice M77 DPICM používaná i v raketách MLRS

- Submunice M77 DPICM používaná i v raketách MLRSM26 – Kazetová varianta nesoucí 644 ks submunice DPICM M77. Dosah 15–32 km.[8] Spojené státy zničily z důvodu končící životnosti a kontroverzí ohledně procenta nevybuchlé submunice do roku 2014 desítky tisíc raket ze svých zásob, v roce 2017 bylo ale rozhodnuto o zastavení programu likvidace zbylých zásob.[7] Spojené království a Nizozemsko zničily celý svůj arzenál v roce 2013, Itálie[9] a Německo v roce 2015[10] a Francie v roce 2017.[11]
- M26A1 ER – Kazetová varianta nesoucí 518 ks submunice DPICM M85. Dosah 15–45 km.[8] Submunice M85 používá elektromechanickou roznětku zajišťující destrukci nevybuchlých kusů.[12]
- M26A2 ER – Kazetová varianta nesoucí 518 ks submunice DPICM M77. Dosah 15–45 km.[8]
- AT2 – Německá verze M26 nesoucí 28 ks protitankových min AT2 pro vzdálené minování. Dosah: 15–38 km.[13]

- M28 – Výcviková verze M26 obsahující závaží a tři dýmovnice namísto submunice.
- M28A1 – Výcviková verze M26 bez hlavice a se sníženým dosahem na 9 km.
- M28A2 – Nízkonákladová výcviková verze M26 bez hlavice a se sníženým dosahem na 9 km.

### GMLRS
GPS/INS naváděná varianta 227mm raket, kterých jeden kontejner pojme 6 ks. Výroba začala v roce 2005 a do roku 2024 bylo vyrobeno více než 70 tisíc kusů, přičemž výroba několika tisíc kusů ročně stále probíhá. Dostřel je v různých zdrojích uváděn mezi 84 a 90 km, sám výrobce v roce 2009 oznámil úspěšný test na 92 km.
- M30 – Kazetová varianta nesoucí 404 ks submunice DPICM M101. Dosah 15–92 km. Do roku 2009 vyrobeno 3 936 ks, poté výroba ukončena ve prospěch M30A1.[18] Zbývající rakety M30 byly částečně konvertovány na varianty M30A1 nebo M31A1.[8]
- M30A1 – Verze s tzv. Alternative Warhead (AW). Jde o hlavici, která místo submunice nese zhruba 182 000 kusů wolframových kuliček, jež jsou zhruba 10 m nad cílem vystřeleny do prostoru s ničivým efektem na živou sílu i techniku. Díky absenci výbušné submunice nejde o kazetovou munici,  takže tyto rakety mohou používat i země, které jsou signatáři Úmluvy o zákazu kazetové munice. Výhodou je pochopitelně i absence rizika v podobě nevybuchlé submunice. Výroba ukončena v roce 2019 ve prospěch M30A2. Dosah 15–92 km.[19][20]
- M30A2 – Stejná jako M30A1, liší se pouze použitím tuhých pohonných látek se sníženou citlivostí IMPS (Insensitive Munition Propulsion System). „Necitlivé“ tuhé pohonné látky jsou odolné proti poškození způsobeném palbou protivníka (projektily, šrapnely atd.). Navíc při působení ohně nebo žáru „necitlivé“ pohonné látky nevybuchují, ale pouze hoří.[21]
- M31 – Verze s unitární 91kg hlavicí vyráběnou General Dynamics. Hlavici tvoří 23 kg výbušniny PBX-109 a ocelové fragmentační pouzdro. Dosah 15-92 km.[22]
- M31A1 – Vylepšená verze M31 s jinou roznětkou, která umožňuje kromě kontaktní a zpožděné iniciace také režim air-burst, tj. výbuch ve vzduchu několik metrů nad cílem pro lepší efekt střepin. Produkce ukončena v roce 2019 ve prospěch M31A2. Dosah 15-92 km.[12]
- M31A2 – Stejná jako M30A1, liší se pouze použitím tuhých pohonných látek se sníženou citlivostí IMPS (Insensitive Munition Propulsion System).
- ER GMLRS – Vylepšená verze GMLRS s dosahem 150 km, čehož bylo docíleno použitím mírně většího těla se silnějším raketovým motorem, a to při zachování 6 ks na jeden výměnný kontejner.[23] Existuje varianta s unitární i AW hlavicí.[24]

### GLSDB
Munice vyvinutá Saabem ve spolupráci se Boeingem, která kombinuje raketu M26 s GBU-39 Small Diameter Bomb, 110kg řízenou klouzavou leteckou pumou. Dosah 150 km. Jeden výměnný raketový kontejner pojme 6 ks GLSDB.

### ATACMS

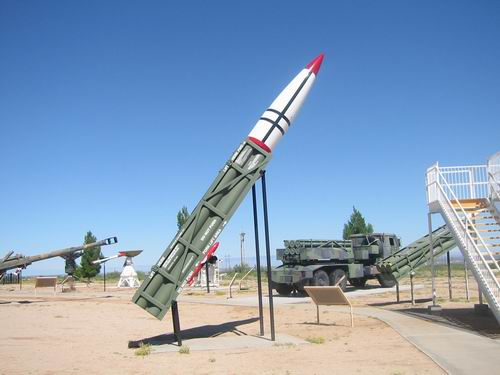
Raketa ATACMS částečně vysunutá z výměnného kontejneru v muzeu ve White Sands Missile Range. Kontejner zvenku vypadá, jako kdyby obsahoval šestici raket (G)MLRS, důvodem je snaha ztížit protivníkovi rozpoznání, které z vozidel je vybaveno jakým druhem munice.

Taktická balistická raketa s dosahem 165 až 300 km (v závislosti na verzi). Existují varianty s kazetovou hlavicí obsahující stovky kusů submunice pro útoky na plošné cíle, jako jsou letiště nebo pozice protivzdušné obrany, i varianty s unitární 230kg hlavicí pro útoky na bodové cíle, jako jsou např. různá opevnění či velící centra. Jeden kontejner obsahuje jednu ATACMS.

### PrSM
Precision Strike Missile je americká taktická balistická raketa, vyvinutá společností Lockheed Martin pro americkou armádu jako náhrada balistické rakety ATACMS. Dosah je přinejmenším 499 km, nicméně tento limit byl dán Smlouvou o likvidaci raket středního a krátkého dosahu, kterou v roce 2019 Spojené státy vypověděly. Zástupci americké armády se vyjádřili, že dosah bude zvýšen. Technologicky je střela připravena na další úpravy, jako je instalace ramjet motoru, která by zvýšila dosah až na 1 000 km. Jeden raketový kontejner obsahuje dvě střely PrSM.

### Další munice
Americká armáda zvažuje použití HIMARS jako univerzální odpalovací platformy použitelné nejen pro protipozemní munici. V roce 2022 Lockheed Martin otestoval odpal protiletadlových střel AMRAAM s využitím upraveného kontejneru pro ATACMS a palubního počítače HIMARS.

## Nasazení

Komplet M142 HIMARS během palby v Afghánistánu

K bojovému nasazení došlo poprvé během války v Afghánistánu, kde podporoval koaliční síly prakticky po celé trvání konfliktu.
V roce 2015 byly raketomety HIMARS nasazeny v Iráku na podporu iráckých sil v bojích proti ISIS. V roce 2016 se do bojů proti islamistům zapojili i v Sýrii, a to prostřednictvím přeshraničních odpalů z Jordánska. V roce 2016 byly takto nasazeny i z území Turecka. V roce 2017 došlo poprvé k nasazení přímo v Sýrii, a to na podporu Syrských demokratických sil.

### Ruská invaze na Ukrajinu
Poprvé informace o záměru dodat Ukrajině bránící se ruské invazi nespecifikované raketomety „dlouhého dosahu“ přinesly noviny New York Times z konce května 2022. Později nejmenovaný představitel Bidenovy administrativy upřesnil, že americké dodávky by se měly týkat právě raketometů M142 HIMARS. Dne 23. června tehdejší ukrajinský ministr obrany Oleksij Reznikov oznámil dodání prvních kusů systému a 28. června 2022 bylo oznámeno jejich první bojové nasazení. Do června 2024 bylo postupně Ukrajině dodáno Američany přes 40 ks HIMARS, další tři kusy z amerických zásob zakoupilo a Ukrajině dodalo Německo.

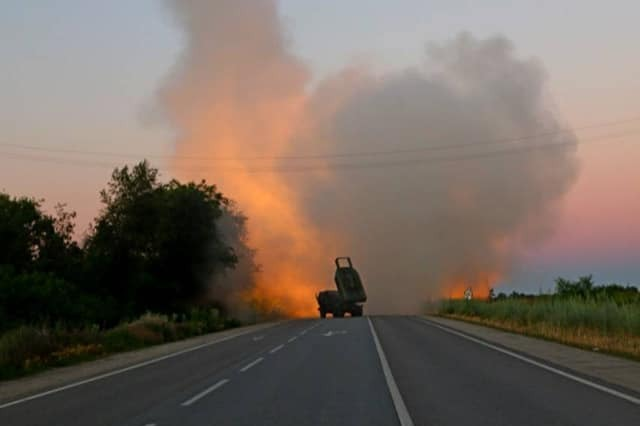
M142 ukrajinské armády při palbě v Záporožské oblasti, červen 2022

Navzdory absurdním ruským tvrzením o zničení více HIMARS, než bylo vůbec Ukrajině dodáno, se systémům dlouho dařilo unikat zničení, což lze přičítat vysoké mobilitě a použití atrap sloužících jako klamné cíle, které také mohou částečně ospravedlnit ruská tvrzení. První vizuálně potvrzená ztráta přišla až v březnu 2024, přičemž Rusko ke zničení použilo buď balistickou raketu Iskander-M, nebo 300mm salvový raketomet Tornado-S.
Celkem dle nezávislého webu Oryx ztratila Ukrajina ke květnu 2024 na základě volně dostupné fotodokumentace nejméně jeden M142 HIMARS a další dva byly poškozeny a odeslány na opravu do USA.

## Autonomous Multi-domain Launcher

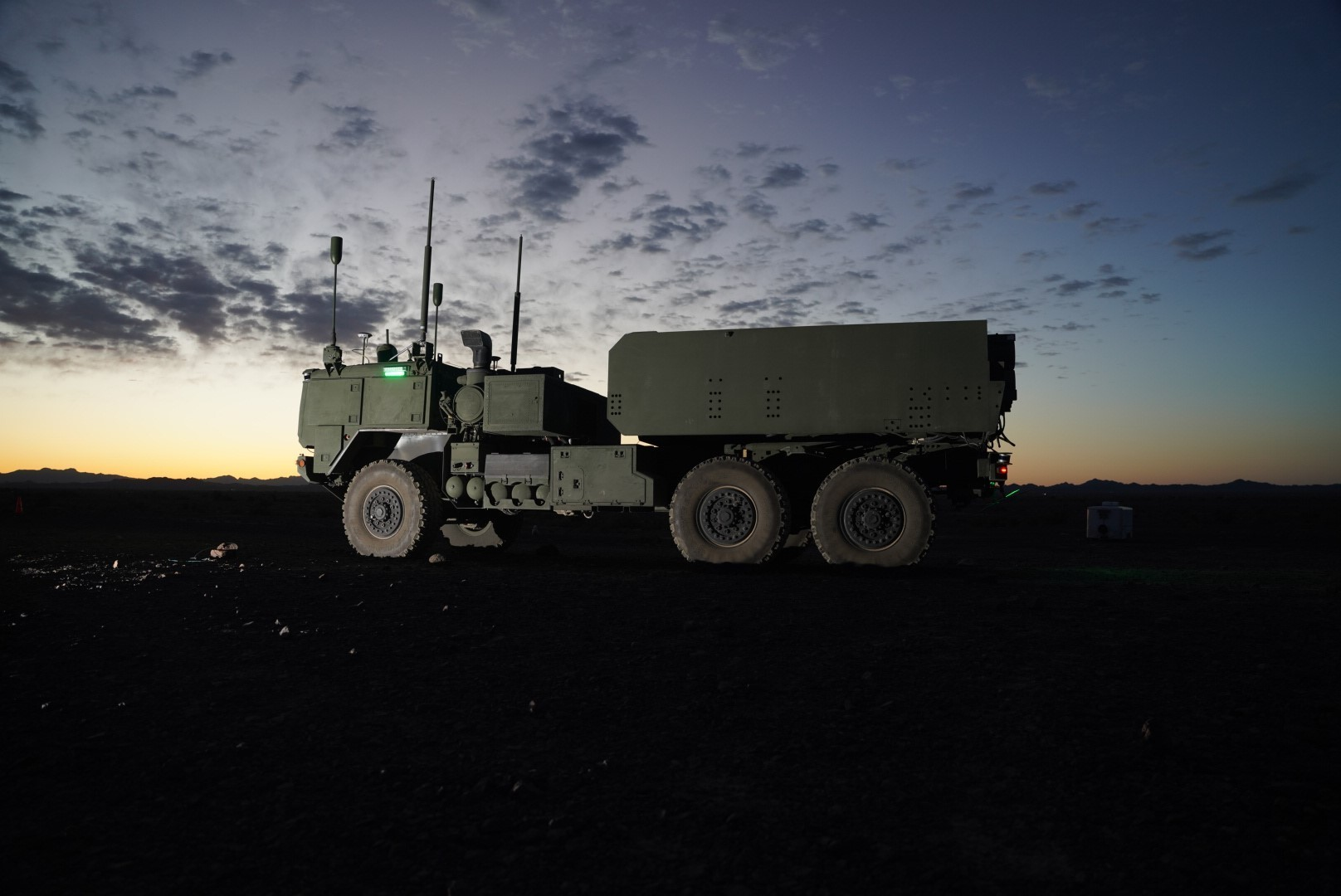
Jeden z prototypů AML na Yuma Proving Ground v Arizoně, duben 2024

Od roku 2019 americká armáda vyvíjí bezosádkovou verzi HIMARS označovanou jako AML (anglicky Autonomous Multi-domain Launcher, Autonomní multidoménové odpalovací zařízení), která bude schopna sama dojet na místo odpalu – ať už v rámci konvoje řízených vozidel nebo podle navigace – a na pokyn vzdálených operátorů odpálit vybranou munici na cíl. Cílem je získat vyšší palebnou sílu bez vysokých personálních nároků a umožnit rychlé nasazení především v oblasti Pacifiku.
Současné vývojové varianty vycházejí konstrukčně z M142 HIMARS, podle zveřejněných konceptů a informací je ale v plánu do budoucna integrovat na kolový podvozek dva odpalovací kontejnery, které navíc budou – při zachování plné kompatibility s veškerou municí pro HIMARS – schopny odpalovat i fyzicky delší rakety.
Autonomous Multi-domain Launcher byl v červnu 2024 použit během cvičení Valiant Shield 2024 k prvnímu odpalu rakety PrSM mimo americké území, a to navíc poprvé na pohybující se námořní cíl.

## Galerie

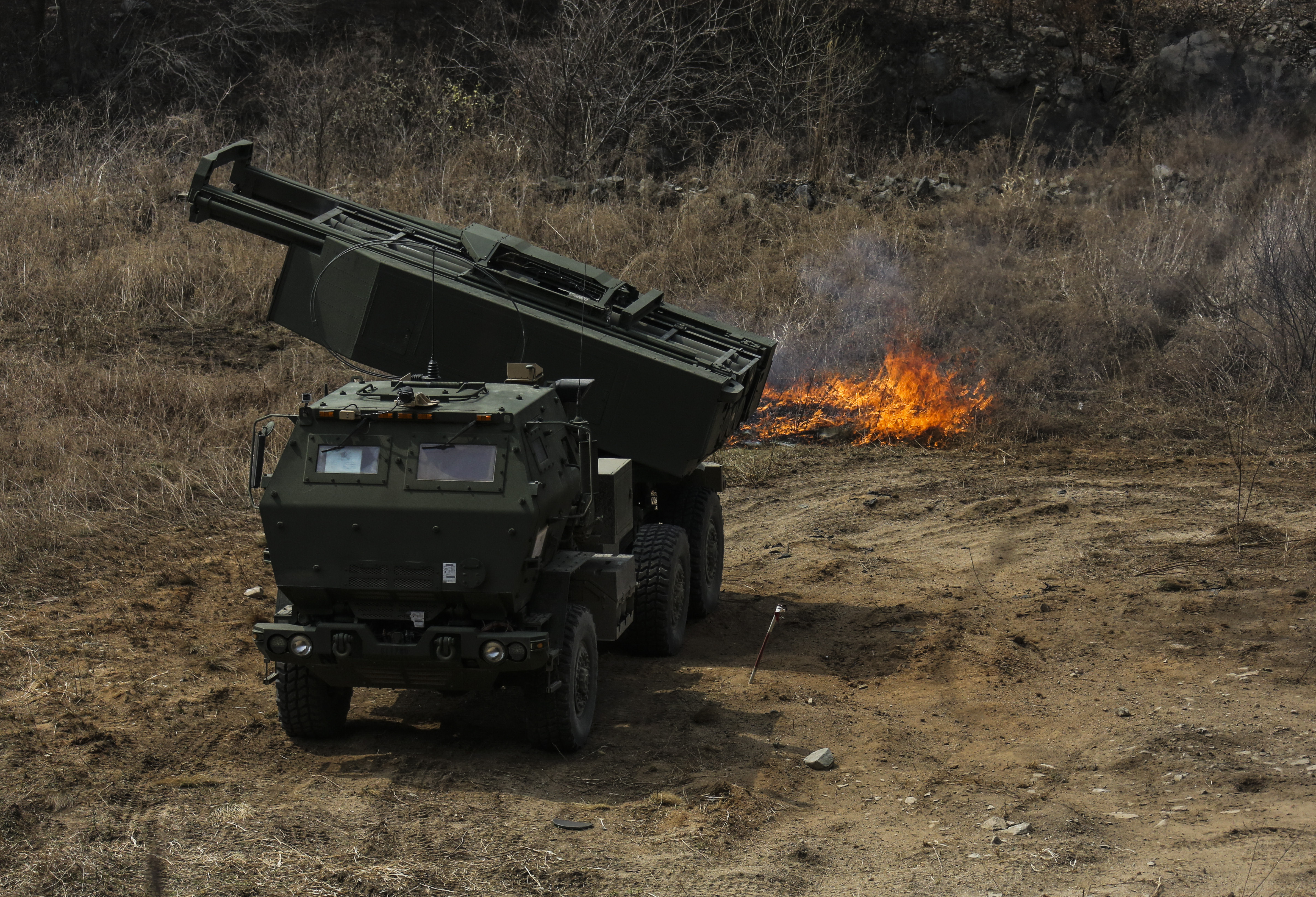
Americká M142 na cvičení v Jižní Koreji
M142 v akci v Afghánistánu v roce 2013
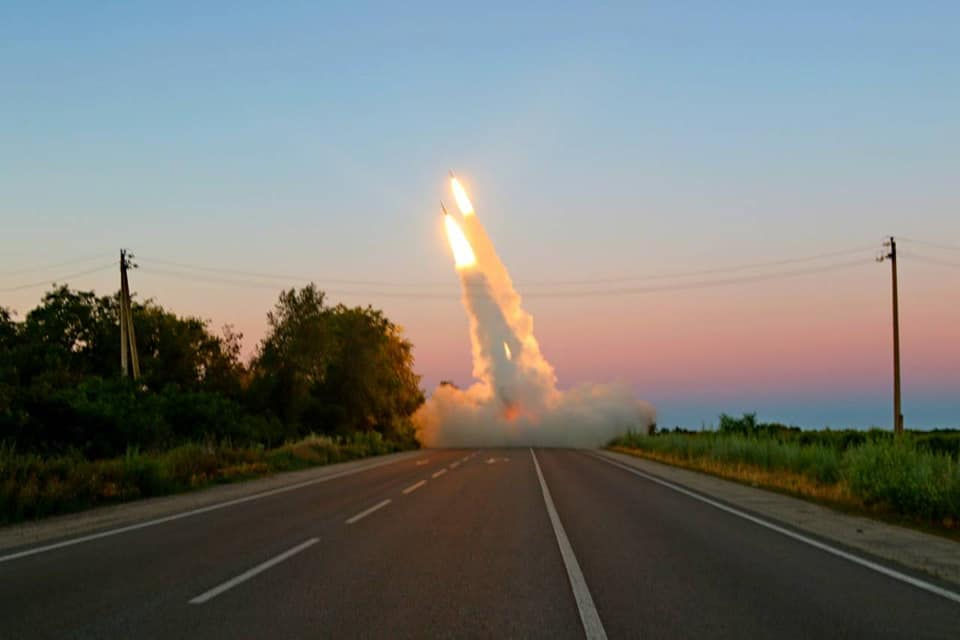
Ukrajinské salvové raketomety M142 HIMARS darované od USA při bojové misi na začátku června 2022
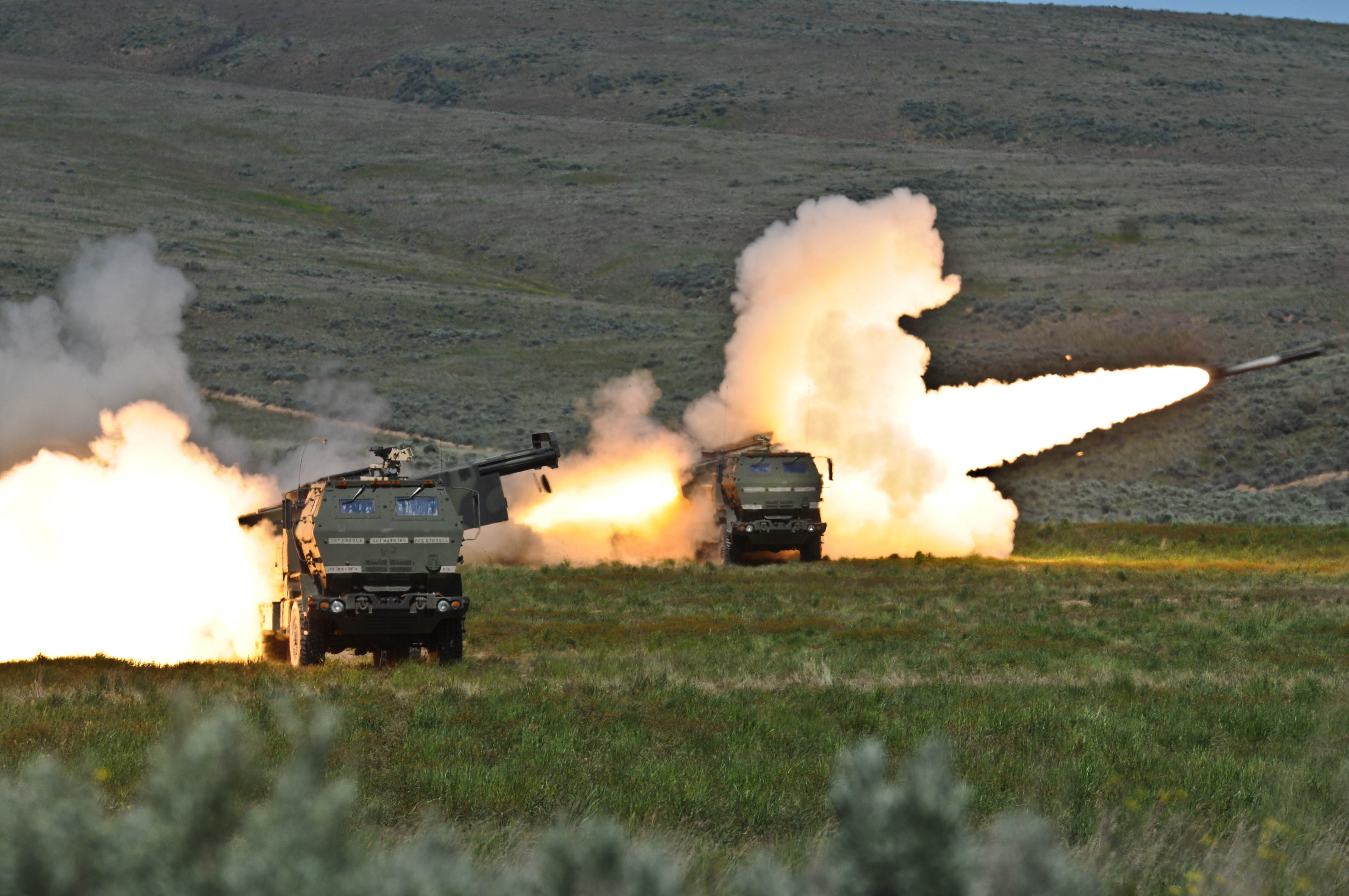
Americké raketomety M142 při cvičné palbě v roce 2011
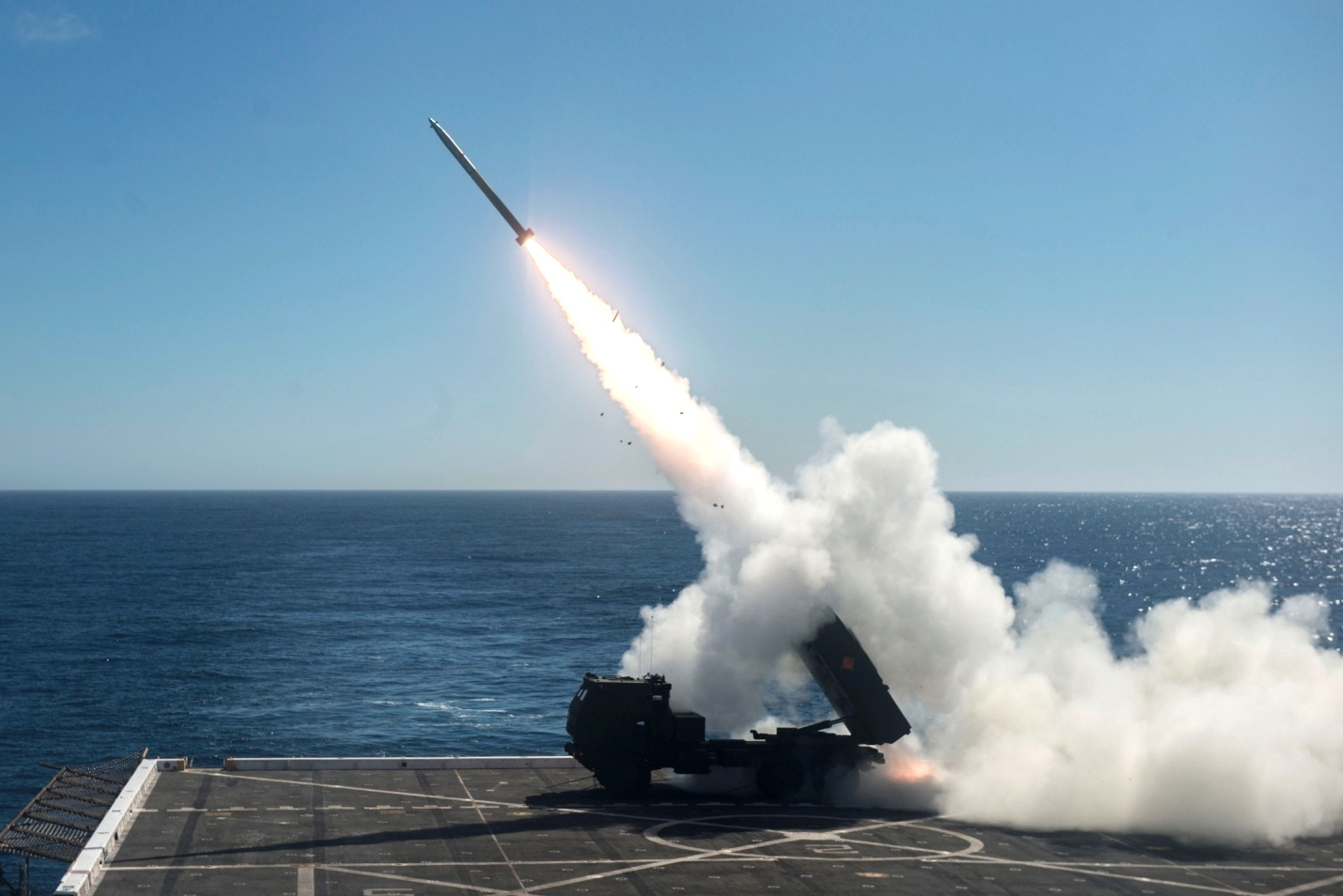
HIMARS USMC při cvičné palbě z paluby dokové výsadkové lodi USS Anchorage
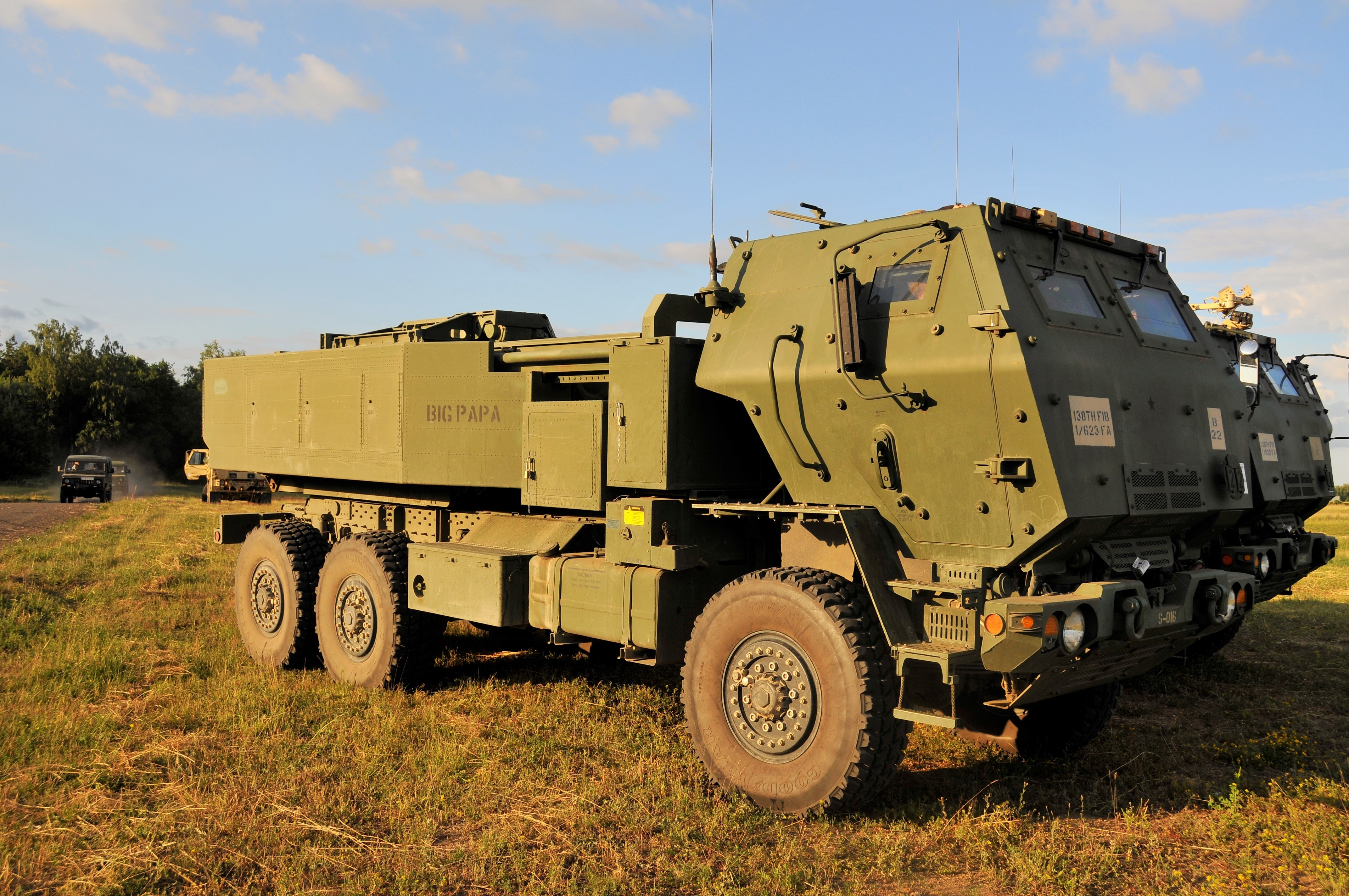
Salvové raketomety během cvičení Saber Strike 18
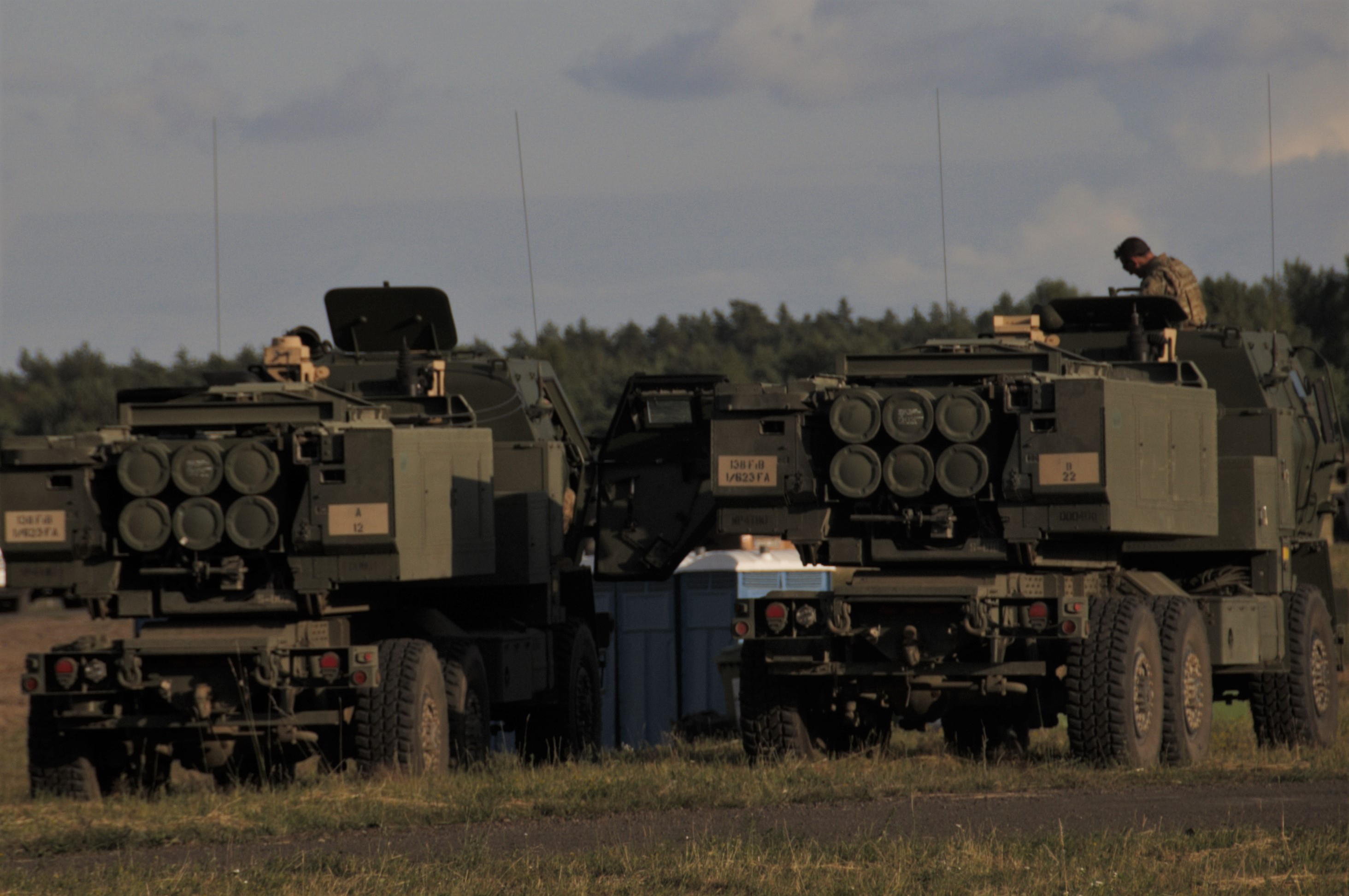
Raketomety M142 ze zadu během cvičení Saber Strike 18
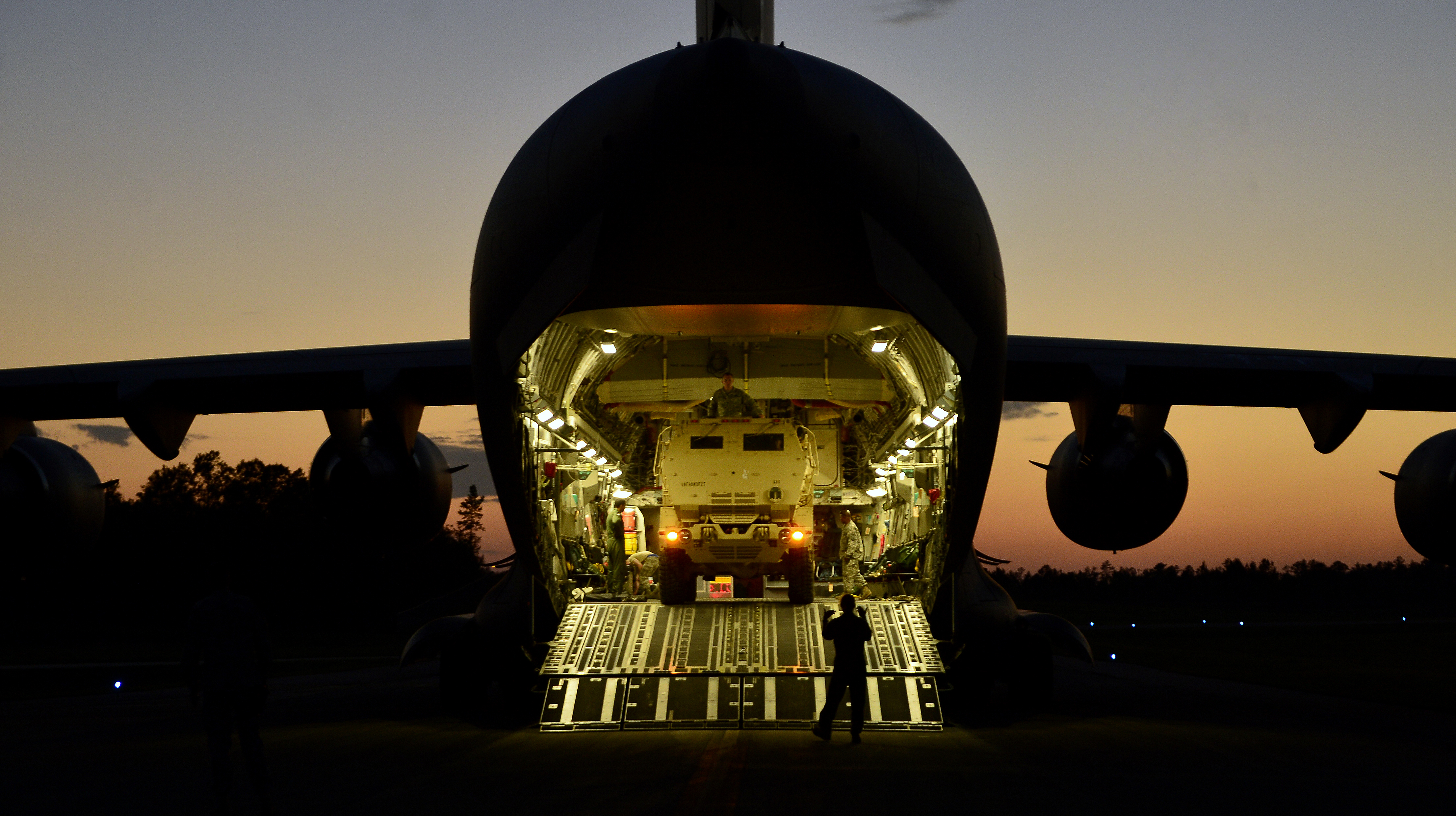
HIMARS v letadle C-17 Globemaster III
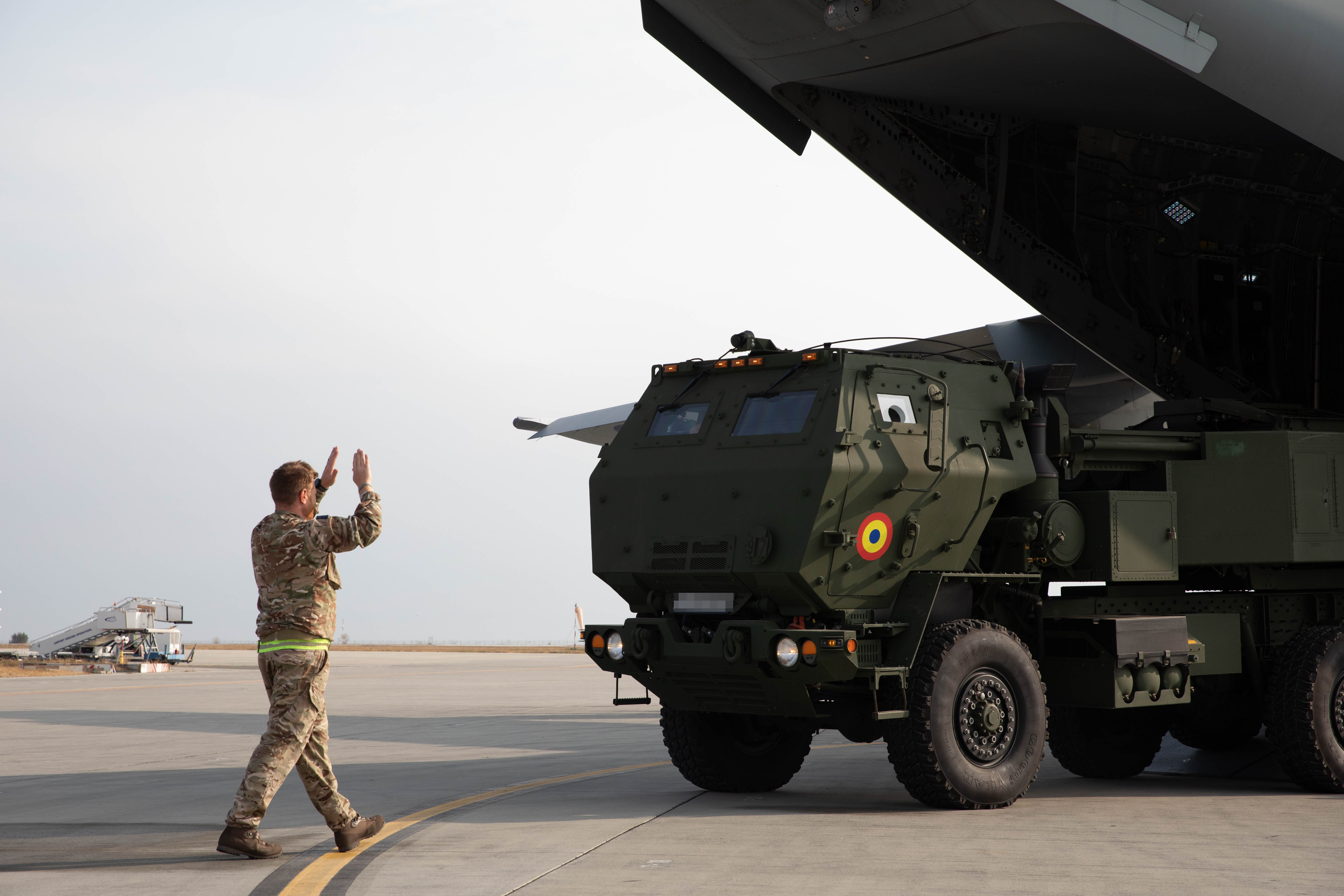
Rumunský HIMARS během nakládání do transportního letounu Airbus A400M RAF
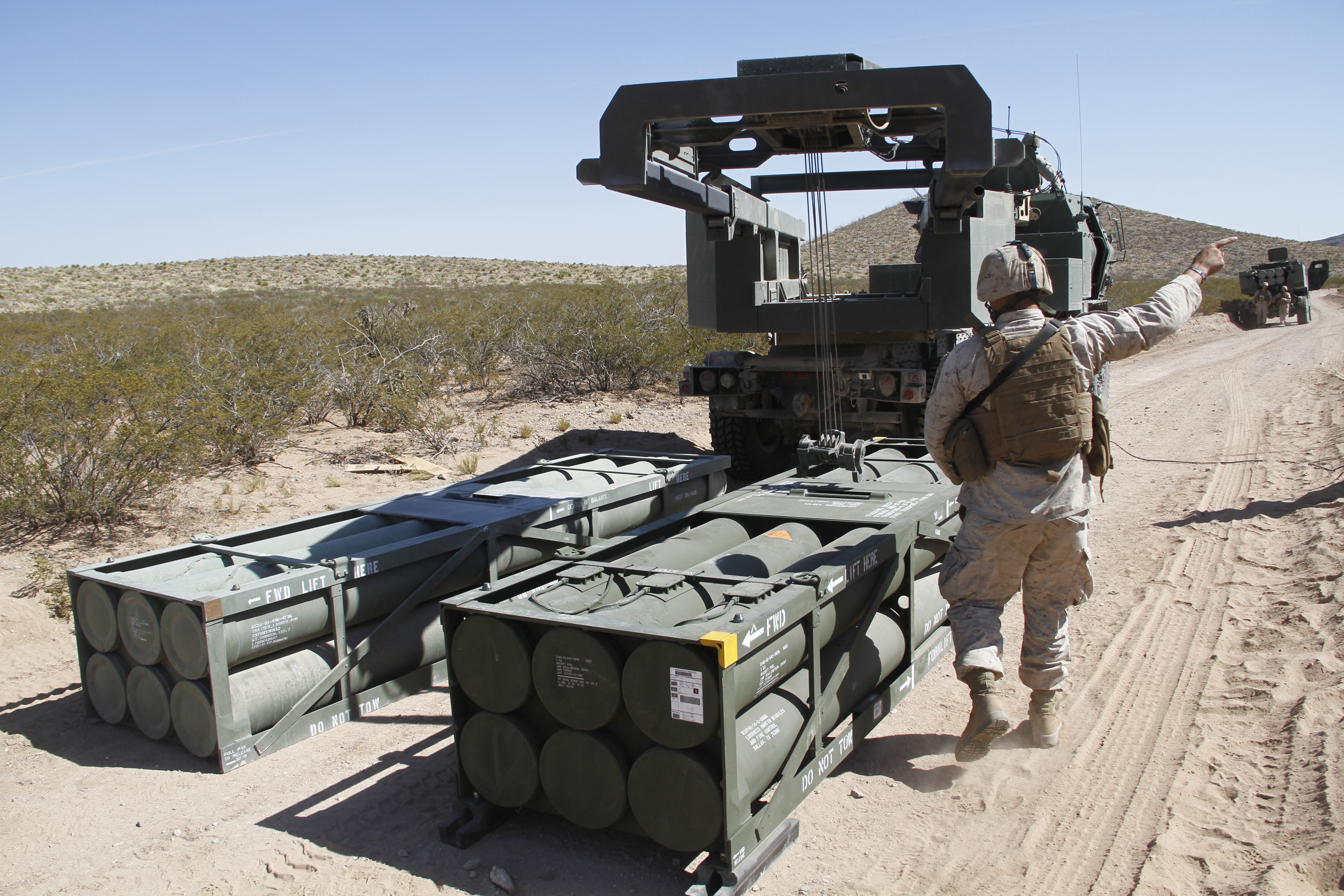
HIMARS během výměny raketových kontejnerů s pomocí vlastního jeřábu

## Uživatelé

Přehled uživatelů

### Současní
- USA – 410 systémů[zdroj?]
- Rumunsko – 54 systémů; první dodány v roce 2021[57]
- Singapur – 24 systémů, první dodány v roce 2011[58]
- Ukrajina – 40+ systémů; první dodány v roce 2022.[40] Více než 40 ks dodaly ke květnu 2024 Spojené státy,[42] 3 ks pak z amerických zásob zakoupilo pro Ukrajinu Německo.[43][59] Jeden byl v bojích zničen, dva poškozeny a odeslány na opravu k výrobci do USA.[51][52]
- Polsko – v roce 2018 Spojené státy odsouhlasily možný prodej 20 systémů, jejichž objednávka proběhla v roce 2019[60] a první kusy byly dodány v roce 2023.[61] V roce 2023 bylo také rozhodnuto o pořízení dalších 486 ks.[62]
- Spojené arabské emiráty – 12 systémů pořízených v roce 2016[63]
- Jordánsko – 12 systémů dodaných v roce 2012[64]

### Budoucí
- Austrálie – v roce 2022 Spojené státy odsouhlasily možný prodej 20 systémů HIMARS Austrálii,[65] v lednu 2023 byla uzavřena smlouva.[66] V srpnu 2023 oznámilo australské ministerstvo obrany navýšení objednávky na celkových 42 ks.[67] Součástí akvizice je dohoda o licenční výrobě munice v Austrálii.[68]
- Estonsko – v červenci 2022 zveřejnilo Ministerstvo obrany USA informaci o možném prodeji 6 systémů HIMARS Estonsku,[69] smlouva byla podepsána v prosinci stejného roku.[70]
- Tchaj-wan – v říjnu 2020 USA americká vláda notifikovala Kongres o možném prodeji 11 systémů HIMARS Tchaj-wanu,[71] smlouva byla podepsána o rok později.[72] V roce 2022 Tchaj-wan oznámil zájem o dalších 18 ks HIMARS, přičemž toto navýšení akvizice má kompenzovat zrušení nákupu samohybných houfnic M109A6.[73] Dodávka první objednávky má proběhnout v roce 2025, druhé o rok později.[74]
- Litva – v listopadu 2022 schválilo Ministerstvo zahraničí USA prodej 8 ks HIMARS Litvě za 495 milionů dolarů (11,8 miliardy korun),[75] v ceně je cvičná i ostrá munice včetně raket dlouhého doletu ATACMS nebo vybavení pro údržbu systémů, výcvik a propojení se systémy NATO, dodání je plánováno v letech 2025 až 2026.[76]
- Lotyšsko – v říjnu 2022 byl oznámen záměr pořídit 6 ks HIMARS,[77] smlouva byla uzavřena v prosinci 2023 s plánovaným dodáním v roce 2027.[78]

### Potenciální uživatelé
- Maroko – v dubnu 2023 americké ministerstvo obrany schválilo prodej 18 ks HIMARS a souvisejícího vybavení Maroku za 524,2 milionů dolarů.[79]
- Itálie – v prosinci 2023 americké ministerstvo obrany schválilo prodej 21 ks HIMARS a souvisejícího vybavení Itálii za 400 milionů dolarů.[80]